# Buddingtonita
La buddingtonita és un mineral de la classe dels silicats, que pertany al grup del feldespat. Rep el nom en honor d'Arthur Francis Buddington (Wilmington, Delaware, EUA, 29 de novembre de 1890 - Quincy, Massachusetts, 25 de desembre de 1980), un mineralogista i petròleg, professor a la Universitat de Princeton.

## Característiques
La buddingtonita és un silicat de fórmula química (NH₄)(AlSi₃)O₈. Cristal·litza en el sistema monoclínic. La seva duresa a l'escala de Mohs és 5,5.
Segons la classificació de Nickel-Strunz, la buddingtonita pertany a «09.FA - Tectosilicats sense H₂O zeolítica, sense anions addicionals no tetraèdrics» juntament amb els següents minerals: kaliofilita, kalsilita, nefelina, panunzita, trikalsilita, yoshiokaïta, megakalsilita, malinkoïta, virgilita, lisitsynita, adularia, anortoclasa, celsiana, hialofana, microclina, ortosa, sanidina, rubiclina, monalbita, albita, andesina, anortita, bytownita, labradorita, oligoclasa, reedmergnerita, paracelsiana, svyatoslavita, kumdykolita, slawsonita, lisetita, banalsita, stronalsita, danburita, maleevita, pekovita, lingunita i kokchetavita.

## Formació i jaciments
Va ser descoberta a la mina Sulphur Bank, situada al comtat de Lake, a Califòrnia (Estats Units). Ha estat descrita en altres indrets de l'estat de Califòrnia, així com als estats de Nevada, Idaho i Wyoming. També se n'ha trobat a Mèxic, l'Argentina, Guatemala, Polònia, Ucraïna, la República Popular de la Xina, el Japó, Nova Zelanda i Austràlia.